# GRASP
En diseño orientado a objetos, GRASP son patrones generales de software para asignación de responsabilidades, es el acrónimo de "GRASP (object-oriented design General Responsibility Assignment Software Patterns)". Aunque se considera que más que patrones propiamente dichos, son una serie de "buenas prácticas" de aplicación recomendable en el diseño de software.

## Experto en información
El GRASP de experto en información es el principio básico de asignación de responsabilidades. Nos indica, por ejemplo, que la responsabilidad de la creación de un objeto o la implementación de un método, debe recaer sobre la clase que conoce toda la información necesaria para crearlo. De este modo obtendremos un diseño con mayor cohesión y así la información se mantiene encapsulada (disminución del acoplamiento).
Problema¿Cuál es el principio general para asignar responsabilidades a los objetos?
SoluciónAsignar una responsabilidad al experto en información.
BeneficiosSe mantiene el encapsulamiento, los objetos utilizan su propia información para llevar a cabo sus tareas. Se distribuye el comportamiento entre las clases que contienen la información requerida. Son más fáciles de entender y mantener.

## Creador
El patrón creador nos ayuda a identificar quién debe ser el responsable de la creación (o instanciación) de nuevos objetos o clases.
La nueva instancia deberá ser creada por la clase que:
- Tiene la información necesaria para realizar la creación del objeto, o
- Usa directamente las instancias creadas del objeto, o
- Almacena o maneja varias instancias de la clase
- Contiene o agrega la clase.

Una de las consecuencias de usar este patrón es la visibilidad entre la clase creada y la clase creador. 
Una ventaja es el bajo acoplamiento, lo cual supone facilidad de mantenimiento y reutilización.
La creación de instancias es una de las actividades más comunes en un sistema orientado a objetos. En consecuencia es útil contar con un principio general para la asignación de las responsabilidades de
creación. Si se asignan bien, el diseño puede soportar un bajo acoplamiento, mayor claridad, encapsulación y reutilización.

## Controlador
El patrón controlador es un patrón que sirve como intermediario entre una determinada interfaz y el algoritmo que la implementa, de tal forma que es la que recibe los datos del usuario y la que los envía a las distintas clases según el método llamado.
Este patrón sugiere que la lógica de negocios debe estar separada de la capa de presentación, esto para aumentar la reutilización de código y a la vez tener un mayor control. 
Se recomienda dividir los eventos del sistema en el mayor número de controladores para poder aumentar la cohesión y disminuir el acoplamiento.

## Alta cohesión y bajo acoplamiento
Los conceptos de cohesión y acoplamiento no están íntimamente relacionados, sin embargo se recomienda tener un mayor grado de cohesión con un menor grado de acoplamiento. De esta forma se tiene menor dependencia y se especifican los propósitos de cada objeto en el sistema.

### Alta cohesión
Nos dice que la información que almacena una clase debe ser coherente y debe estar (en la medida de lo posible) relacionada con la clase.
1. Cohesión Coincidente: El módulo realiza múltiples tareas, sin ninguna relación entre ellas.
2. Cohesión Lógica: El módulo realiza múltiples tareas relacionadas, pero, en tiempo de ejecución, sólo una de ellas será llevada a cabo.
3. Cohesión Temporal: Las tareas llevadas a cabo por un módulo tienen, como única relación "que deben ser ejecutadas al mismo tiempo".
4. Cohesión de Procedimiento: La única relación que guardan las tareas de un módulo es que corresponden a una secuencia de pasos propia del “producto”.
5. Cohesión de Comunicación: Las tareas corresponden a una secuencia de pasos propia del “producto” y todas afectan a los mismos datos.
6. Cohesión de Información: Las tareas llevadas a cabo por un módulo tienen su propio punto de arranque, su codificación independiente y trabajan sobre los mismos datos. El ejemplo típico: OBJETOS
7. Cohesión Funcional: Cuando el módulo ejecuta una y sólo una tarea, teniendo un único objetivo a cumplir, se dice que tiene Cohesividad Funcional.

### Bajo acoplamiento
Es la idea de tener las clases lo menos ligadas entre sí que se pueda. De tal forma que en caso de producirse una modificación en alguna de ellas, se tenga la mínima repercusión posible en el resto de clases, potenciando la reutilización, y disminuyendo la dependencia entre las clases
1. Acoplamiento de Contenido: Cuando un módulo referencia directamente el contenido de otro módulo. (En lenguajes de alto nivel es muy raro)
2. Acoplamiento Común: Cuando dos módulos acceden (y afectan) a un mismo valor global.
3. Acoplamiento de Control: Cuando un módulo le envía a otro un elemento de control que determina la lógica de ejecución del mismo.

## Polimorfismo
Siempre que se tenga que llevar a cabo una responsabilidad que dependa del tipo, se tiene que hacer uso del polimorfismo, cuando las alternativas o comportamientos relacionados varían según el tipo (clase), asigne la responsabilidad para el comportamiento- utilizando operaciones polimórficas- a los tipos para los que varía el comportamiento.
Asigna el mismo nombre a servicios en diferentes objetos.

## Fabricación pura
La fabricación pura se da en las clases que no representan un ente u objeto real del dominio del problema, sino que se ha creado intencionadamente para disminuir el acoplamiento, aumentar la cohesión y/o potenciar la reutilización del código. Es la solución cuando el diseñador se encuentre con una clase poco cohesiva y no tenga otra clase en la que implementar algunos métodos. Es decir que es una clase "inventada" o que no existe en el problema, pero que añadiéndola se logra mejorar estructuralmente el sistema.
Como contraindicación deberemos mencionar que al abusar de este patrón suelen aparecer clases función o algoritmo (que tienen un solo método).

## Indirección
El patrón de indirección nos aporta bajar el acoplamiento entre dos clases asignando la responsabilidad de la mediación entre ellos a un tercer elemento (clase) intermedio. Por ejemplo, en un TPV (Terminal de Punto de Venta) usar una Interfaz "Adaptador" a través de la cual, con las clases que la realicen, podamos establecer los distintos métodos de pago.
Problema¿Dónde asignar responsabilidades para evitar/reducir el acoplamiento directo entre elementos y mejorar la reutilización?
SoluciónAsigne la responsabilidad a un objeto que medie entre los elementos.

## Variaciones Protegidas
Es el principio fundamental de protegerse del cambio, de tal forma que todo lo que preveamos en un análisis previo que es susceptible de modificaciones, lo envolvamos en una interfaz, utilizando el polimorfismo para crear varias implementaciones y posibilitar implementaciones futuras, de manera que quede lo menos ligado posible a nuestro sistema, de forma que cuando se produzca la variación, nos repercuta lo mínimo.
Forma parte de los patrones Grasp avanzados.